# Komorowo, Hạt Stargard
Komorowo [kɔmɔˈrɔvɔ] (tiếng Đức: Bullenwerder)  là một khu định cư ở khu hành chính của Gmina Dolice, thuộc hạt Stargard, West Pomeranian Voivodeship, ở phía tây bắc Ba Lan.